# Opole (województwo lubelskie)
Opole – wieś w Polsce położona w województwie lubelskim, w powiecie parczewskim, w gminie Podedwórze.
Wieś stanowi sołectwo w gminie Podedwórze. Według Narodowego Spisu Powszechnego z roku 2011 wieś liczyła 171 mieszkańców.
Wierni Kościoła rzymskokatolickiego należą do parafii Podwyższenia Krzyża Świętego w Podedwórzu.

## Historia
W średniowieczu gród i osada położone przy szlaku komunikacyjnym wzdłuż Zielawy. Od XVI w. własność rodziny Kopciów herbu Kroje. Istniał tu dwór oraz cerkiew prawosławna, odnowiona przez Wasyla Kopcia w 1511 r.; od końca XVI wieku – unicka. 
W latach 30. XVII wieku z inicjatywy Aleksandra Kopcia utworzona została parafia rzymskokatolicka, dla której właściciel wsi ufundował drewniany kościół. Miejscowość znajdowała się wówczas w województwie brzeskolitewskim.
W XVIII w. wieś była własnością Sierakowskich, od pocz. XIX w. Szlubowskich, w 1874 Zaleskich, od ok. 1880 Stefana Zabiełły. Stefan Zabiełło rodem z Grodna rozsławił w XIX w. wieś Opole (wówczas zwane Opolem Włodawskim), jako hodowca bydła szlachetnej rasy holenderskiej oraz producent serów typu szwajcarskiego nagradzanych na wystawach przemysłowo-rolniczych. 
W okresie zaboru rosyjskiego w związku z likwidacją obrządku unickiego drewniana cerkiew  z 1821 r. stała się świątynią Rosyjskiego Kościoła Prawosławnego. W 1890 została rozebrana, a na potrzeby prawosławnych przekazano kaplicę Szlubowskich (tzw. „kościół biały”). Po ukazie tolerancyjnym z 1905 r. w zachodniej części Opola (dziś Podedwórze) katolicy wznieśli nowy kościół (tzw. „czerwony”). 
W latach 1867–1933 miejscowość była siedzibą gminy Opole. W latach 1975–1998 miejscowość położona była w województwie bialskopodlaskim.
W latach 50. Opole było siedzibą gminy Opole, przekształconej w kolejnych latach w gminę Podedwórze.
We wsi urodził się Bronisław Ferdynand Trentowski (1808–1869), filozof, pedagog, autor „Chowanny”.